# Troy (Alabama)
Troy è una città degli Stati Uniti d'America, capoluogo della contea di Pike nello Stato dell'Alabama.